# Wang Sanyun
Wang Sanyun (chinesisch 王三運 / 王三运; * 1952 in Shan, Provinz Shandong) ist ein Politiker in der Volksrepublik China. Er war von 2011 bis 2016 Parteichef der Provinz Gansu.
Wang trat 1979 der Kommunistischen Partei Chinas bei. An deren Parteischule promovierte er zum Doktoranden.
Nach einer Vielzahl von Parteitätigkeiten in den Provinzen Guizhou, Sichuan und Fujian wurde er im Jahr 2007, zunächst für ein Jahr geschäftsführend, zum Gouverneur der Provinz Anhui bestellt und hatte dieses Amt bis 2011 inne. Anschließend übernahm er ab 2011 das Amt des Parteichefs in der Provinz Gansu.
Er war bzw. ist Ersatzmitglied des 16. und 17. Parteikongresses und Kandidat des Zentralkomitees der Kommunistischen Partei Chinas. Weiters ist er seit 2008 Abgeordneter des Nationalen Volkskongresses.
Im September 2016 wurde Wang Sanyun aus der Partei ausgeschlossen, weil er Bestechungsgelder angenommen und die wichtigsten Richtlinien der Partei nicht umgesetzt hatte, insbesondere ignorierte er wiederholt Anweisungen von Xi, die ökologischen Schäden am Qilian Shan zu stoppen.